# Stari Welidnyky
Stari Welidnyky (ukr. Старі Велідники) – wieś na Ukrainie, w obwodzie żytomierskim, w rejonie korosteńskim, w hromadzie Słoweczne, nad Noryniem. W 2001 roku liczyła 431 mieszkańców.